# ESTREAM
eSTREAM — проєкт для виявлення нового потокового шифру придатного для широкого прийняття, улаштований EU ECRYPT. Його започаткували через невдачу всіх шістьох потокових шифрів поданих для проєкту NESSIE.  Вимоги до примітивів оприлюднили в листопаді 2004. Проєкт завершився в квітні 2008.  Проєкт складався з декількох фаз і метою проєкту було знаходження алгоритмів придатних для різноманітних варіантів застосування.

## Профілі
Подання до eSTREAM потрапляли в один або в обидва профілі:
- Профіль 1: Потоковий шифр для програмного забезпечення з високими вимогами до пропускної здатності.
- Профіль 2: Потоковий шифр для апаратного забезпечення з обмеженими ресурсами як-от обмежене місце, кількість транзисторів чи інших пристроїв, або споживанням енергії.

Обидва профілі містять підкатегорії (1A і 2A) з шифрами, що забезпечують автентифікацію разом з шифруванням. В третій фазі жоден з шифрів, що забезпечував автентифікацію не розглядався (Шифр NLS позбувся автентифікації задля поліпшення продуктивності).

## Портфоліо eSTREAM
Станом на вересень 2009 наступні шифри складали портфоліо eSTREAM:
| Профіль 1 (програмні)                                    | Профіль 2 (апаратні)                                           |
| -------------------------------------------------------- | -------------------------------------------------------------- |
| HC-128 [Архівовано 1 липня 2012 у Wayback Machine.]      | Grain [Архівовано 6 жовтня 2008 у Wayback Machine.]            |
| Rabbit [Архівовано 13 червня 2012 у Wayback Machine.]    | MICKEY [Архівовано 1 липня 2012 у Wayback Machine.]            |
| Salsa20/12 [Архівовано 5 квітня 2016 у Wayback Machine.] | Trivium (шифр) [Архівовано 23 вересня 2015 у Wayback Machine.] |
| SOSEMANUK [Архівовано 14 квітня 2012 у Wayback Machine.] |                                                                |

Всі вони вільні для будь-якого використання. Лише Rabbit очікував патенту під час змагання eStream, але його перенесли в спільне надбання в жовтні 2008.
Початкове портфоліо, оприлюднене наприкінці фази 3, містило ще F-FCSR, який був в Профіль 2.  Однак, криптоаналіз F-FCSR  призвів до перегляду портфоліо в вересні 2008, тоді шифр прибрали з портфоліо.

## Шкала часу

##### Легенда
| Колір | Фаза конкурсу | Початок        | Завершення     |
| ----- | ------------- | -------------- | -------------- |
|       | Прийом заявок | листопад 2004  | 29 квітня 2005 |
|       | Фаза 1        | 29 квітня 2005 | лютий 2006     |
|       | Фаза 2        | липень 2006    | квітень 2007   |
|       | Фаза 3        | квітень 2007   | травень 2008   |

## Фази

### Фаза 1
Фаза 1 включала загальний аналіз всіх учасників з ціллю отримання вибірки для дальшого розгляду. Проєкти вивчались з огляду на безпеку, швидкодію (щодо блочного шифру AES та інших кандидатів), простоту і гнучкість, обґрунтування і супутній аналіз, ясність і повноту документації. Претендентів у Профілі 1 приймали якщо вони показували програмну швидкодію кращу ніж AES-128 в режимі лічильника.
Діяльність у Фазі 1 включала велику кількість аналізу і презентацій вислідів аналізу як і обговорень. Також розробили каркас для тестування швидкодії кандидатів. По тому каркас використовувався для тестування кандидатів на різноманітних системах.
27 березня 2006 проєкт eSTREAM офіційно проголосив завершення Фази 1.

### Фаза 2
1 серпня 2006 офіційно стартувала Фаза 2. Для кожного з профілів обрали алгоритми які стали фокусними для Фази 2.  Ці алгоритми eSTREAM знайшов особливо цікавими і заохочував до дальшого їхнього криптоаналізу і вимірювання швидкодії.  Додатково прийняли ряд алгоритмів, які залишались дійсними кандидатами. Фокусні алгоритми мали переглядати кожні шість місяців.

### Фаза 3
Фаза 3 стартувала в квітні 2007.  Кандидатами для Профілю 1 (програмне забезпечення) були CryptMT (Версія 3), Dragon, HC (HC-128 і HC-256), LEX (LEX-128, LEX-192 і LEX-256), NLS (NLSv2, тільки шифрування, без автентифікації), Rabbit, Salsa20/12 і SOSEMANUK.  Для Профілю 2 (апаратне забезпечення) були DECIM (DECIM v2 і DECIM-128), Edon80, F-FCSR (F-FCSR-H v2 і F-FCSR-16), Grain (Grain v1 і Grain-128), MICKEY (MICKEY 2.0 і MICKEY-128 2.0), Moustique, Pomaranch (Версія 3) і Trivium.
Фаза 3 завершилась 15 квітня, 2008 з проголошенням кандидатів, яких обрали для кінцевого портфоліо eSTREAM.
Вибрані алгоритми Профілю 1 були: HC-128, Rabbit, Salsa20/12, і SOSEMANUK.
Вибрані алгоритми Профілю 2 були: F-FCSR-H v2, Grain v1, Mickey v2 і Trivium.

## Претенденти

### Переможці конкурсу
| Шифр                                | Сторінка на проєкті                                           | Профіль 1 (програмна) | Профіль 2 (апаратна)        | Подавачі |
| ----------------------------------- | ------------------------------------------------------------- | --------------------- | --------------------------- | --- |
| Grain                               | grainp3.html [Архівовано 1 липня 2012 у Wayback Machine.]     | Ні                    | Так                         | Мартін Хелл, Томас Юханссон і Віллі Мейєр |
| HC-256 (HC-128, HC-256)             | hcp3.html [Архівовано 1 липня 2012 у Wayback Machine.]        | Так                   | Ні                          | У Хунцзюнь |
| MICKEY (MICKEY 2.0, MICKEY-128 2.0) | mickeyp3.html [Архівовано 1 липня 2012 у Wayback Machine.]    | Ні                    | Так                         | Стів Беббідж і Меттью Додд |
| Rabbit                              | rabbitp3.html [Архівовано 1 липня 2012 у Wayback Machine.]    | Так                   | Ні                          | Мартін Бусгард, Метте Вестерагер і Ерік Зеннер |
| Salsa20                             | salsa20p3.html [Архівовано 1 липня 2012 у Wayback Machine.]   | Так                   | Ні                          | Деніель Бернстейн |
| SOSEMANUK                           | sosemanukp3.html [Архівовано 1 липня 2012 у Wayback Machine.] | Так                   | Ні                          | Ком Бербен, Олівьє Бійє, Анн Канто, Ніколя Куртуа, Анрі Жильбер, Луї Губен, Алін Гуже, Луї Гранбулан, Седрік Лораду, Марін Мінье, Тома Порнен і Ерве Сібер |
| Trivium                             | triviump3.html [Архівовано 26 червня 2012 у Wayback Machine.] | Ні                    | Так                         | Крістоф де Канньєр і Барт Пренел |
| F-FCSR (F-FCSR-H v2, F-FCSR-16)     | ffcsrp3.html [Архівовано 1 липня 2012 у Wayback Machine.]     | Ні                    | виключили в другій редікції | Тьєррі Берже, Франсуа Арно і Седрік Лораду |

### Шифри, що не пройшли Фазу 3
| Шифр                            | Сторінка на проєкті                                           | Профіль 1 (програмна) | Профіль 2 (апаратна) | Патентован | Подавачі |
| ------------------------------- | ------------------------------------------------------------- | --------------------- | -------------------- | ---------- | --- |
| CryptMP (3 версія)              | cryptmtp3.html [Архівовано 18 червня 2012 у Wayback Machine.] | Так                   | Ні                   | Так        | Макото Мацумото, Хагіта Маріко, Такудзі Нісімура і Мацуо Сайто                                                                         |
| DECIM (DECIM v2, DECIM-128)     | decimp3.html [Архівовано 1 липня 2012 у Wayback Machine.]     | Ні                    | Так                  | Так        | Ніколя Куртуа, Бландін Дебрез, Анрі Жильбер, Луа Губен, Алін Гуже, Луї Гранбулан, Седрік Лораду, Марін Мінье, Тома Порнен і Эрве Сібер |
| Dragon                          | dragonp3.html [Архівовано 1 липня 2012 у Wayback Machine.]    | Так                   | Ні                   | Ні         | Эд Доусон, Кевін Чень, Матт Хенріксен, Вільям Милан, Леоні Сімпсон, Лі Хундже, Мун Сандже                                              |
| Edon80                          | edon80p3.html [Архівовано 4 вересня 2012 у Wayback Machine.]  | Ні                    | Так                  | Ні         | Данило Глігороски, Смілє Марковскі, Люпчо Кочарев і Марьян Гусев                                                                       |
| LEX                             | lexp3.html [Архівовано 1 липня 2012 у Wayback Machine.]       | Так                   | пройшов Фазу 2       | Ні         | Алекс Бірюков |
| MOSQUITO (Moustique)            | mosquitop3.html [Архівовано 1 липня 2012 у Wayback Machine.]  | Ні                    | Так                  | Ні         | Йоан Дамен і Періс Кітсос |
| NLS (NLSv2, без автентификації) | nlsp3.html [Архівовано 1 липня 2012 у Wayback Machine.]       | Так                   | Ні                   | Ні         | Грегори Розе, Филип Хавкес, Майкл Паддон і Мириам Виггерс де Врис                                                                      |
| Pomaranch (3 версія)            | pomaranchp3.html [Архівовано 1 липня 2012 у Wayback Machine.] | Ні                    | Так                  | Ні         | Тор Хеллесет, Сес Янсен і Александр Колоша                                                                                             |

### Шифри, що не пройшли Фазу 2
| Шифр                | Сторінка на проєкті                                            | Профіль 1 (програмна) | Профіль 2 (апаратна) | Патентован | Містить MAC-підпис | Подавачі                                                               |
| ------------------- | -------------------------------------------------------------- | --------------------- | -------------------- | ---------- | ------------------ | ---------------------------------------------------------------------- |
| Phelix              | phelixp2.html [Архівовано 1 липня 2012 у Wayback Machine.]     | фокусний              | фокусний             | Ні         | Так                | Даґ Вайтінг, Брюс Шнайер, Штефан Люкс і Фредерік Мюллер                |
| Py (cipher)         | pyp2.html [Архівовано 1 липня 2012 у Wayback Machine.]         | фокусний              | Ні                   | Ні         | Ні                 | Елі Біхам і Дженіфер Себеррі                                           |
| ABC (cipher)        | abcp2.html [Архівовано 1 липня 2012 у Wayback Machine.]        | Так                   | Ні                   | Ні         | Ні                 | Володимир Анашин, Андрій Богданов, Ілля Кіжватов і Сандіп Кумар        |
| Achterbahn          | achterbahnp2.html [Архівовано 1 липня 2012 у Wayback Machine.] | Ні                    | Так                  | Ні         | Ні                 | Бернд Гаммель, Райнер Гьоттферт і Олівер Книффлер                      |
| DICING              | dicingp2.html [Архівовано 1 липня 2012 у Wayback Machine.]     | Так                   | Ні                   | Ні         | Ні                 | Лі Ан-Пінг                                                             |
| Hermes8             | hermes8p2.html [Архівовано 1 липня 2012 у Wayback Machine.]    | в архіві              | Так                  | Ні         | Ні                 | Ульрих Кайзер                                                          |
| NLS (cipher)        | nlsp2.html [Архівовано 1 липня 2012 у Wayback Machine.]        | Так                   | Так                  | Ні         | Ні                 | Грегорі Розе, Філіп Хавкес, Майкл Паддон і Міріам Віггерс де Вріс      |
| Polar Bear (cipher) | polarbearp2.html [Архівовано 1 липня 2012 у Wayback Machine.]  | Так                   | Так                  | Ні         | Ні                 | Юхан Хостад і Матс Неслунд                                             |
| :en:Pomaranch       | pomaranchp2.html [Архівовано 1 липня 2012 у Wayback Machine.]  | в архіві              | Так                  | Ні         | Ні                 | Сес Янсен і Александр Колоша                                           |
| SFINKS              | sfinksp2.html[недоступне посилання з лютого 2019]              | Ні                    | Так                  | Ні         | Так                | Ан Бракен, Йозеф Лано, Неле Ментенс, Барт Пренэйл і Інгрід Вербаувхеде |
| TSC-3               | tsc3p2.html [Архівовано 1 липня 2012 у Wayback Machine.]       | Ні                    | Так                  | Ні         | Ні                 | Хон Джин, Лі Донхун, Йом Йонджин, Хан Деван і Чхі Сонтхек              |
| VEST                | vestp2.html [Архівовано 4 березня 2016 у Wayback Machine.]     | Ні                    | Так                  | Так        | Так                | Шон О'Нейл, Бенджамін Гіттінс і Говард Лендман                         |
| WG (cipher)         | wgp2.html                                                      | Ні                    | Так                  | Ні         | Ні                 | Гуан Гун і Яссір Наваз                                                 |
| Yamb                | yambp2.html[недоступне посилання з лютого 2019]                | Так                   | Так                  | Ні         | Ні                 | LAN Crypto                                                             |
| ZK-Crypt            | zkcryptp2.htm[недоступне посилання з лютого 2019]              | Ні                    | Так                  | Так        | Так                | Кармі Грессел, Ран Гранот і Габі Ваго                                  |

### Шифри, що не пройшли Фазу 1
| Шифр             | Сторінка на проєкті                                             | Профіль 1 (програмна) | Профіль 2 (апаратна) | Патентован | Містить MAC-підпис | Подавачі                                                          |
| ---------------- | --------------------------------------------------------------- | --------------------- | -------------------- | ---------- | ------------------ | ----------------------------------------------------------------- |
| Frogbit (cipher) | frogbit.html [Архівовано 1 липня 2012 у Wayback Machine.]       | в архіві              | Ні                   | Так        | Так                | Террі Моро                                                        |
| Fubuki (cipher)  | cryptmtfubuki.html [Архівовано 1 липня 2012 у Wayback Machine.] | в архіві              | Ні                   | Так        | Ні                 | Макото Мацумо, Хагіта Маріко, Такудзі Нісімура і Мацуо Сайто      |
| MAG              | mag.html [Архівовано 1 липня 2012 у Wayback Machine.]           | в архіві              | в архіві             | Ні         | Ні                 | Раде Вучковач                                                     |
| Mir-1            | mir1.html [Архівовано 1 липня 2012 у Wayback Machine.]          | в архіві              | Ні                   | Ні         | Ні                 | Александр Максімов                                                |
| SSS (cipher)     | sss.html [Архівовано 1 липня 2012 у Wayback Machine.]           | в архіві              | в архіві             | Ні         | Так                | Грегорі Розе, Філіп Хавкес, Майкл Паддон і Міріам Віггерс де Вріс |
| TRBDK3 YAEA      | trbdk3.html [Архівовано 1 липня 2012 у Wayback Machine.]        | в архіві              | в архіві             | Ні         | Ні                 | Тімоті Бригем                                                     |